# Bullacta
Bullacta is een geslacht van weekdieren uit de klasse van de Gastropoda (slakken).

## Soort
- Bullacta exarata (Philippi, 1849)